# Приказ о «Лаконии»
«Приказ о „Лаконии“» или «Приказ „Лакония“» (нем. «Laconia-Befehl», англ. «Laconia order»), также известный под названием «Тритон Ноль» (Triton Null), — инструкция, составленная командующим подводными силами ВМФ Германии Карлом Дёницем 17 сентября 1942 года для командиров всех подводных лодок ВМФ Германии. Эта инструкция запрещала оказывать помощь пассажирам и экипажу потопленных подводной лодкой судов.

## Предыстория
В конце 1939 года Карл Дёниц отдал командирам подводных лодок приказ № 154, заканчивающийся следующим параграфом:

Не спасайте людей, не берите их на борт. Не оказывайте помощи шлюпкам. Погодные условия и близость суши несущественны. Беспокойтесь только о безопасности своей подлодки и скорейшем достижении новых успехов! Мы должны быть суровы в этой войне. Враг начал войну с целью уничтожить нас, следовательно, остальное не важно.
Оригинальный текст (нем.)Keine Leute retten und mitnehmen. Keine Sorge um Boot des Dampfers. Wetterverhältnisse und Landnähe sind gleichgültig. Nur Sorge um das eigene Boot und das Streben, sobald wie möglich den nächsten Erfolg zu erringen! Wir müssen hart in diesem Kriege sein. Der Gegner hat den Krieg angefangen, um uns zu vernichten, es geht also um nichts anderes.
— Trial of the Major War Criminals Before the International Military Tribunal, Nuremberg, 14 November 1945 — 1 October 1946. — Nuremberg, Germany: International Military Tribunal, 1949. — Vol. XXXV. Documents and other material in evidence. Numbers 039-D to 906-D. — P. 267—270.
Согласно показаниям Дёница на Нюрнбергском процессе, этот приказ относился только к подводным лодкам, действовавшим вблизи вражеского побережья, в непосредственном присутствии противолодочных сил, против охраняемых торговых судов. К ноябрю 1940 года приказ № 154 был отменён. Вплоть до осени 1942 года командиры подводных лодок Кригсмарине после атаки судов противника иногда предпринимали меры помощи выжившим, считая необходимым следовать правилам ведения морской войны. Командованием такие действия не запрещались, но порицались в отдельных случаях, если влекли угрозу безопасности подлодки.
В июне 1942 года был отдан приказ, предписывающий захватывать в плен капитанов потопленных судов с их документами, если это не влечёт опасности для подлодки и не снижает её боеспособности.

## Инцидент с «Лаконией»
12 сентября 1942 года в районе к северо-востоку от Острова Вознесения подводная лодка U-156 атаковала и потопила британское судно «Лакония», перевозившее около 1800 военнопленных итальянцев. Обнаружив это, командир подлодки Вернер Хартенштайн начал оказывать помощь выжившим итальянцам, а также другим пассажирам и членам экипажа (британцам и полякам), после чего запросил у командования инструкции о дальнейших действиях.
Дёниц разрешил продолжение спасательной операции. К местоположению U-156 были направлены ещё две немецкие и одна итальянская подлодка, затем была достигнута договорённость об участии в спасательной операции трёх кораблей Вишистской Франции. Дёниц опасался за безопасность занятых спасением людей подлодок, поэтому четырежды повторил по радио приказ, указывающий на приоритет заботы о собственной безопасности и возможности срочного погружения над спасательными действиями.
Несмотря на сообщения открытым текстом на международных волнах о проведении спасательной операции и демонстрацию флага Красного Креста, 16 сентября подводные лодки, имевшие на борту несколько сотен спасённых и ведущие на буксире шлюпки, были атакованы самолётом ВВС Армии США. В результате атаки U-156 была серьёзно повреждена, часть шлюпок со спасёнными были перевёрнуты или подорваны. 17 сентября атака повторилась, но атакованная подлодка U-506 успела погрузиться.

## Инструкция от 17 сентября 1942 года
Узнав об этих атаках и повреждении U-156, Дёниц вечером 17 сентября составил инструкцию для командиров подводных лодок Кригсмарине, более чётко выражающую смысл предыдущих приказов. Эта инструкция получила известность как «приказ о „Лаконии“»:

1. Запрещается предпринимать любые действия по спасению выживших с потопленных судов, включая подъём людей из воды и передачу их на спасательные шлюпки, возврат в нормальное положение перевёрнутых шлюпок, снабжение выживших провизией и водой. Спасение противоречит основному смыслу военных действий, состоящему в уничтожении судов противника и их команд.
2. Приказы о взятии в плен капитанов и главных механиков остаются в силе.
3. Спасайте выживших только при наличии у них важных для подлодки сведений.
4. Будьте непреклонны. Помните, что враг не заботится о женщинах и детях, когда бомбит германские города.

Оригинальный текст (нем.)
1. Jeglicher Rettungsversuch von Angehörigen versenkter Schiffe, also auch Auffischen von Schwimmenden und Anbordgabe auf Rettungsboote, Aufrichten gekenterter Rettungsboote, Abgabe von Nahrungsmitteln und Wasser, haben zu unterbleiben. Rettung widerspricht den primitivsten Forderungen der Kriegsführung nach Vernichtung feindlicher Schiffe und Besatzungen.
2. Befehle über Mitbringung Kapitäne und Chefingenieure bleiben bestehen.
3. Schiffbrüchige nur retten, falls Aussagen für Boot von Wichtigkeit.
4. Hart sein. Daran denken, daß der Feind bei seinen Bombenangriffen auf deutsche Städte, auf Frauen und Kinder keine Rücksicht nimmt.

## Оценка приказа на Нюрнбергском процессе
В 1946 году в Нюрнберге английский обвинитель попытался представить «приказ о „Лаконии“» как бесчеловечный, требующий от командиров подводных лодок целенаправленно уничтожать спасающихся членов экипажа и пассажиров. Международный военный трибунал не согласился с такой трактовкой, но отметил неоднозначность формулировки приказа: «Трибунал придерживается мнения, что доказательства не устанавливают с несомненностью, требуемой в данном случае, того факта, что Дёниц намеренно приказал убивать людей, спасшихся с потопленных судов. Приказы были, несомненно, двусмысленными и заслуживают серьёзнейшего осуждения».